# Hammersdorf (Buch am Buchrain)
Hammersdorf ist ein Gemeindeteil des Gemeinde Buch am Buchrain im oberbayerischen Landkreis Erding. 

## Lage
Der Weiler Hammersdorf liegt am Hammerbach, 300 Meter nördlich der Autobahn A 94 und zwei Kilometer nördlich von Buch.

## Denkmalschutz
Die folgenden Baudenkmäler stehen unter Denkmalschutz und sind in der Liste der Baudenkmäler in Buch aufgeführt:

### Hammersdorf 1a
Der Getreidekasten Hammersdorf 1a ist ein zweigeschossiger Satteldachbau in Blockbauweise mit Laubengang aus der Mitte des 16. Jahrhunderts.

### Mühlholz, südlich der A 94
Ein Grenzstein der ehem. Herrschaft Burgrain (Tuffsteinstele) stammt aus der Zeit vor 1614.

## Bevölkerungsentwicklung
Um 1861 lebten in Hammersdorf 29 Einwohner in sieben Gebäuden. In der Nachkriegszeit des Zweiten Weltkriegs stieg die Bevölkerungszahl auf 58 Einwohner. Im Mai 1987 lebten dort 22 Einwohner in sieben Wohnhäusern, die in neun Wohnungen aufgeteilt waren.
| Jahr      | 1861 | 1871 | 1925 | 1950 | 1970 | 1987 |
| Einwohner | 29   | 49   | 41   | 58   | 27   | 22   |